# Bitva u Leyte
Bitva u Leyte (nebo Bitva v Leytském zálivu) byla největší námořní bitva druhé světové války v Tichomoří a jedna z největších námořních bitev v historii. Uskutečnila se 23.–26. října 1944 mezi americkým a japonským námořnictvem u ostrova Leyte na Filipínách.
V této bitvě také došlo k prvnímu organizovanému nasazení letadel kamikaze. Organizované sebevražedné nálety začaly 25. října.

## Americké složení jednotek
Po leteckých útocích a dělostřelecké přípravě začal 20. října 1944 na 4 plážích výsadek invazního loďstva pod velením admirála Wilkinsona, které bylo složeno z více než 700 lodí, na jehož palubách bylo shromážděno 160 000 vojáků. Ke krytí této výsadkové operace byla připravena 3. a 7. flota.

### 3. flota
Velitelem 3. floty byl admirál William F. Halsey. Byla tvořena operačním svazem rychlých letadlových lodí TF 38 pod velením viceadmirála Marca A. Mitschera. TF 38 byla rozdělena na 4 operační skupiny.
Operační skupině TG 38.1 velel viceadmirál John S. McCain. Byla složena z letadlových lodí Hancock, Monterey, Cowpens, těžkých křižníků Chester, Pensacola, Salt Lake City, Boston, lehkých křižníků San Diego, Oakland a 14 torpédoborců.
Operační skupině TG 38.2 velel kontradmirál Gerald F. Bogan. Byla složena z letadlových lodí Intrepid, Bunker Hill, Cabot, Independence, bitevních lodí Iowa, New Jersey, lehkých křižníků Vincennes, Biloxi, Miami a 16 torpédoborců.
Operační skupině TG 38.3 velel kontradmirál Frederick C. Sherman. Byla složena z letadlových lodí Essex, Lexington, Langley, Princeton, bitevních lodí Massachusetts, South Dakota, lehkých křižníků Santa Fe, Birmingham, Mobile, Reno a 13 torpédoborců.
Operační skupině TG 38.4 velel kontradmirál Ralph E. Davison. Byla složena z letadlových lodí Franklin, USS Enterprise, San Jacinto, Belleau Wood, bitevních lodí Alabama, Washington, těžkých křižníků Wichita, New Orleans a 15 torpédoborců.

### 7. flota
Velitelem 7. floty byl viceadmirál Thomas C. Kinkaid. 7. flota byla složena ze čtyř skupin: podpůrné síly, levé křídlo, pravé křídlo a svaz eskortních letadlových lodí.
Podpůrným silám velel kontradmirál George L. Weyler. Byly složeny z bitevních lodí West Virginia, Maryland, Mississippi, Tennessee, California, Pennsylvania a torpédoborců Claxton, Cony, Thorn, Aulick, Sigourney a Welles.
Levému křídlu velel kontradmirál Jesse B. Oldendorf. Bylo složeno z těžkých křižníků Lousville, Portland, Minneapolis, lehkých křižníků Denver, Columbia a torpédoborců Newcomb, Richard P. Leary, Albert W. Grant, Robinson, Halford, Bryant, Heywood L. Edwards, Bennion a Leutze.
Pravému křídlu velel kontradmirál Russel S. Berkey. Bylo složeno z těžkého křižníku Shropshire, lehkých křižníků Phoenix, Boise a torpédoborců Hutchins, Daly, Bache, Killen, Beale, Arunta, Remey, McGovan, Melvin, McDermut a Monssen.
Svazu eskortních letadlových lodí velel kontradmirál Thomas L. Sprague. Byl složen z 16 eskortních letadlových lodí, 10 torpédoborců a 8 eskortních torpédoborců.

## Japonský plán a rozložení jednotek
Po bitvě ve Filipínském moři začínalo být japonské námořnictvo v kritické situaci. Přesto nemohlo vylodění na Filipínách ignorovat. Hlavní stan se v této situaci rozhodl pro plán Šó-ičigó (捷１号作戦 Šó-ičigó sakusen ~ Operace Vítězství 1) vycházející z tradiční samurajské taktiky předstíraného útoku. Roli návnady měl sehrát Severní svaz tvořený letadlovými loděmi, který na první pohled vypadal jako silné uskupení, ale naprostý nedostatek pilotů a letounů snížil jeho bojovou hodnotu na minimum. Zatímco Severní svaz měl odlákat americké hlavní obranné jednotky, Střední svaz a Jižní svaz měly připlout k Leyte každý z jiné strany a vzít invazní jednotky do kleští.

### Severní svaz
Severní svaz, jemuž velel viceadmirál Džisaburó Ozawa, byl složen z letadlových lodí Čitose, Čijoda, Zuihó, Zuikaku (celkem 108 letadel), hybridních bitevních lodí Hjúga, Ise, lehkých křižníků Ójodo, Tama, Isuzu, torpédoborců Šimocuki, Suzucuki, Hacuzuki, Wakacuki, Akizuki a „eskortních“ torpédoborců Kuwa, Maki, Sugi a Kiri.

### Střední svaz
Střední svaz, jemuž velel viceadmirál Takeo Kurita, byl složen z bitevních lodí Jamato, Musaši, Nagato, Kongó, Haruna, těžkých křižníků Atago, Maja, Takao, Čókaj, Mjókó, Haguro, Kumano, Suzuja, Tone, Čikuma, lehkých křižníků Noširo, Jahagi a torpédoborců Šimakaze, Hajašimo, Akišimo, Kišinami, Okinami, Naganami, Asašimo, Hamanami, Fudžinami, Urakaze, Isokaze, Jukikaze, Hamakaze, Kijóšimo a Nowaki.

### Jižní svaz
Jižní svaz se skládal ze dvou skupin. Jedné skupině velel viceadmirál Šódži Nišimura. Ta byla složena z bitevních lodí Jamaširo, Fusó, hybridního těžkého křižníku Mogami a torpédoborců Mičišio, Asagumo, Jamagumo a Šigure. Druhé skupině velel viceadmirál Kijohide Šima. Ta byla složena z těžkých křižníků Nači, Ašigara, lehkého křižníku Abukuma a torpédoborců Ušio, Akebono, Širanui a Kasumi.

## Průběh bitvy

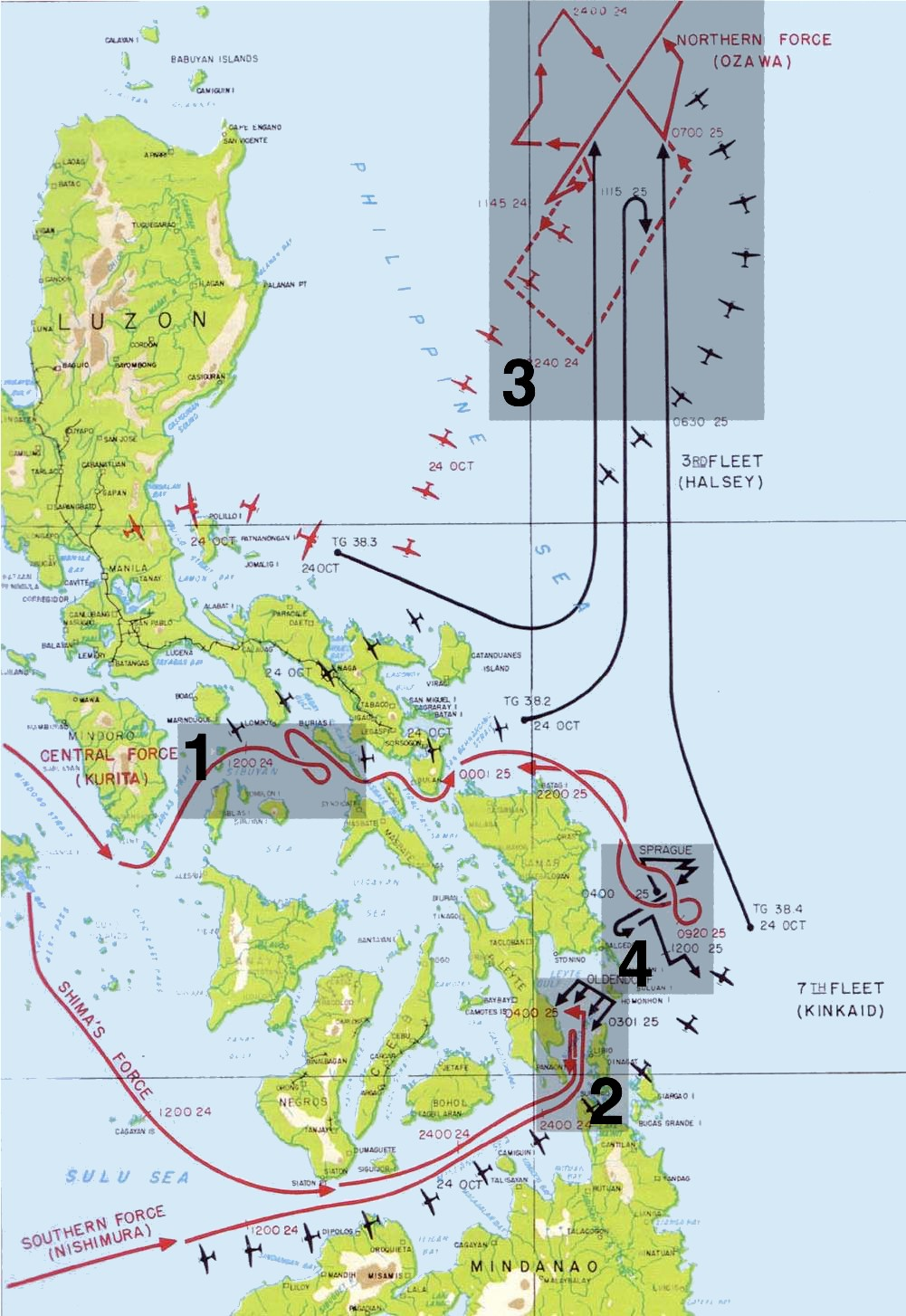
Čtyři části bitvy u Leyte

Bitva se skládala ze 4 oddělených střetnutí:
1. 23. října v noci dvě americké ponorky Darter a Dace zpozorovaly japonský Střední svaz. Odpálily na něj svoje torpéda a potopily 2 křižníky a 1 poškodily. Jedním z potopených křižníků byla vlajková loď viceadmirála Kurity, který si pak za svoji vlajkovou loď vybral jednu ze dvou největších bitevních lodí na světě - Jamato. Přes utrpěné ztráty Kurita dále postupoval po plánované trase směrem k Leyte. 24. října ráno napadly dvě vlny japonských bombardérů Shermanovu TF 38.3 a potopily lehkou letadlovou loď Princeton. Poté byl v bitvě v Subuyanském moři Kuritův Střední svaz napaden 5 vlnami útoků z amerických letadlových lodí při kterých byla potopena bitevní loď Musaši. Kurita obrátil Střední svaz zpět aby se vyhnul dalším náletům a pokusil se vrátit zpět a proplout průlivem San Bernardino v noci. Admirál Halsey se domníval, že je Střední svaz zničen vrhnul celé 3. loďstvo proti Severnímu svazu čímž udělal přesně to co Japonci chtěli.
2. Jižní svaz plul od jihu směrem k průlivu Surigao kde 25. října ve tři hodiny ráno začala bitva v průlivu Surigao při níž byl Nišimurův Jižní svaz téměř celý zničen, včetně bitevních lodí Fusó a Jamaširo. Zbytek lodí ustoupil na západ.
3. Halseyovo 3. loďstvo dostihlo Ozawův Severní svaz 25. října a v bitvě u mysu Engano byly potopeny 4 japonské letadlové lodě. Se zbývajícími loděmi odplul Ozawa zpět do Japonska.
4. Zatímco se Halsey hnal za Ozawou, Kuritův Střední svaz připlul nepozorovaně 25. října v 6 hodin ráno k ostrovu Samar. V bitvě u ostrova Samar se utkal s bezprostřední ochranou vyloďujících se plavidel. Přestože se mu podařilo potopit několik plavidel a přes podporu náletů kamikaze, byl donucen pod tíhou torpédových a leteckých útoků ustoupit zpět průlivem San Bernardino.

## Bitva v Sibuyanském moři

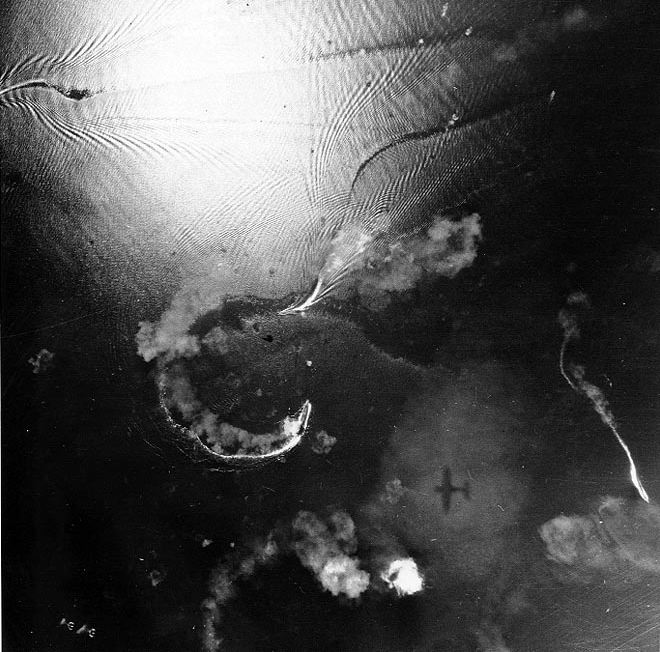
Japonská bitevní loď Jamato během náletu v Sibuyanském moři

Japonský Střední svaz plul podle plánu Šó-1 podle ostrova Palawan, když byl napaden 23. října v půl sedmé ráno americkými ponorkami Darter a Dace. Jejich vypuštěná torpéda potopila křižníky Atago a Maja. Těžký křižník Takao byl poškozen a za doprovodu dvou torpédoborců se vracel na základnu. Viceadmirál Kurita po potopení své vlajkové lodi vztyčil vlajku na bitevní lodi Jamato. Do Sibuyanského moře vplul oslabený Střední svaz složený z bitevních lodí Jamato, Musaši, Nagato, Kongó, Haruna, těžkých křižníků Čókai, Mjókó, Haguro, Kumano, Suzuja, Tone, Čikuma, lehkých křižníků Noširo, Jahagi a 13 torpédoborců 24. října 1944. Po osmé hodině ranní byl zpozorován letounem z Intrepidu. Útoky proti Střednímu svazu byly pověřeny letadlové lodě 3. loďstva pod velením admirála Halseyho. První vlna tvořená asi 45 letouny z TG 38.3 zaútočila v 10.45 na bitevní lodě Jamato a Musaši. Každá z nich byla zasažena jedním torpédem. Druhá vlna 45 letounů z TG 38.2 zaútočila na Musaši. Loď byla zasažena 4 pumami a 8 torpédy. Začala se proto opožďovat za zbytkem svazu a Kurita jí přidělil na ochranu křižník Tone. Třetí vlna asi 30 letounů přiletěla z TG 38.3 ve 13.30. Čtvrtá vlna přiletěla ve 14.14 z TG 38.4 a zaútočila opět na Musaši, která byla opět zasažena pumami i torpédy a její rychlost se snížila na 12 uzlů. Pátá vlna více než 60 letounů zaútočila na těžce poškozenou Musaši a opět ji zasáhla.
Útoku se celkem zúčastnilo 259 letadel. Bitevní loď Musaši se v 19.38 potopila i s kontradmirálem Inogučim na palubě, poté co ji celkem zasáhlo až 19 torpéd Bliss-Leavitt Mark 13 a nejméně 17 pum. Torpédoborce Kijošimo a Hamakaze vylovily trosečníky a odpluly do Manily. Bitevní loď Jamato byla zasažena dvěma torpédy Mark 13 a dvěma pumami a Nagato dvěma torpédy Mark 13. Těžký křižník Mjókó byl poškozen jedním torpédem Mark 13 a musel odplout k opravám do Bruneje.
Se zbytkem lodí udělal Kurita v 15.50 obrat o 180 stupňů a začal se stahovat zpět Sibuyanským mořem. V 17.14 učinil opět obrat o 180 stupňů a pokračoval podle plánu k průlivu San Bernardino.

## Bitva v průlivu Surigao

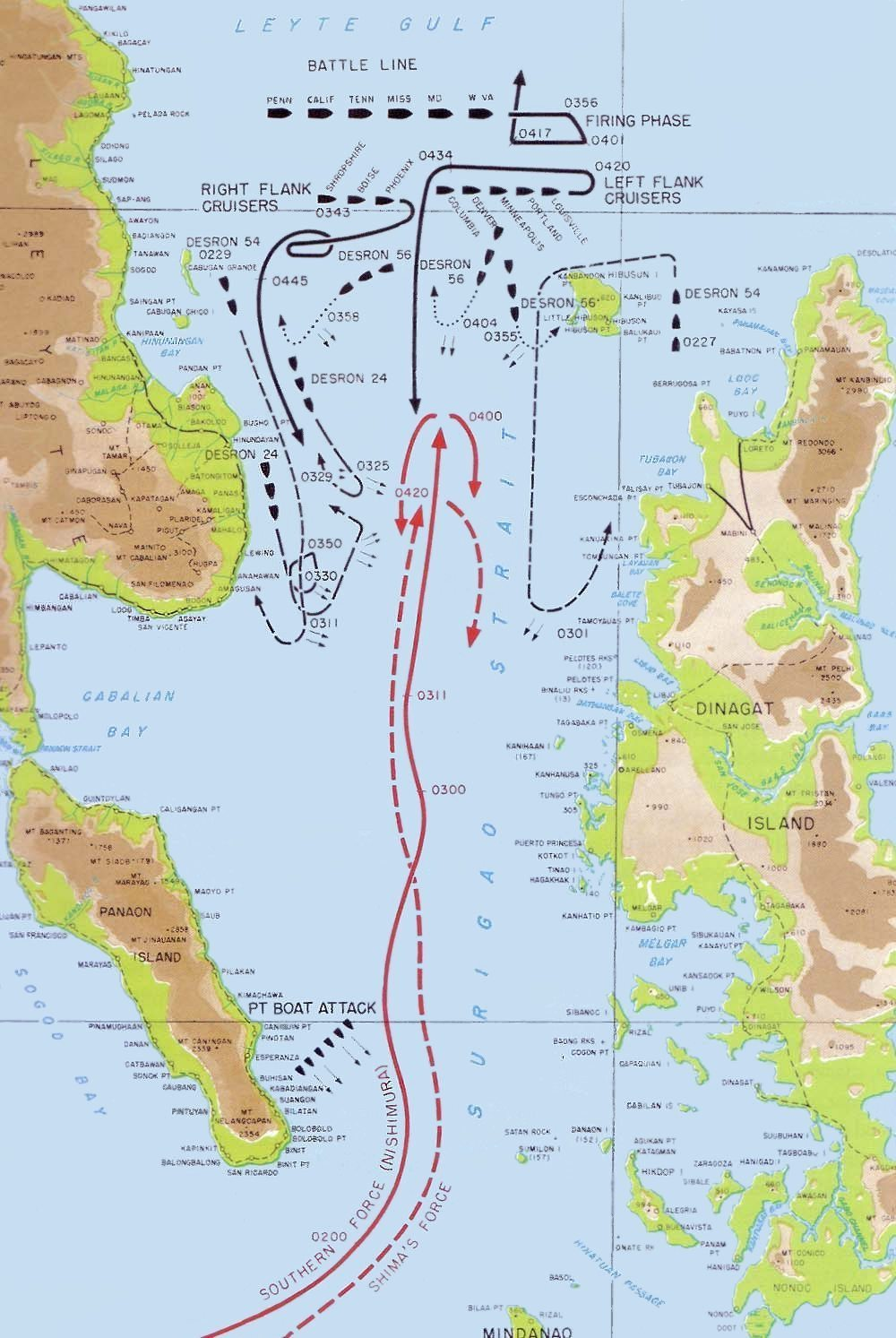
Bitva v průlivu Surigao

Nišimurův Jižní svaz se skládal z bitevních lodí Jamaširo, Fusó, těžkého křižníku Mogami a torpédoborců Mičišio, Asagumo, Jamagumo a Šigure. Dne 24. října byl napaden bombardéry z amerických letadlových lodí, ale jen bitevní loď Fusó byla lehce poškozena. Protože byl zachováván přísný rádiový klid nemohl Nišimura nijak koordinovat svoje pohyby se Šimovou skupinou nebo s Kuritovým Středním svazem. Šima plul se svými loděmi 40 mil za Nišimurou.
K uzavření severní strany průlivu Surigao použil kontradmirál Jesse B. Oldendorf části 7. loďstva - 6 bitevních lodí Mississippi, Maryland, West Virginia, Tennessee, California a Pennsylvania, těžké křižníky Louisville (vlajková loď), Portland, Minneapolis a Shropshire, lehké křižníky Denver, Columbia, Phoenix, Boise, 29 torpédoborců a 39 torpédových člunů.
Při vjezdu do průlivu Surigao byl Nišimura neúspěšně napaden torpédovými čluny z nichž jeden musel najet na břeh aby se nepotopil. Ve střední části byl ve 3.00 napaden torpédoborci a později děly amerických bitevních lodí. Bitevní lodě Jamaširo a Fusó a torpédoborce Jamagumo a Mičišio byly potopeny.
Šimova Jižní skupina byla složena z těžkých křižníků Nači, Ašigara, lehkého křižníku Abukuma a torpédoborců Ušió, Akebono, Širanui a Kasumi. I tuto skupinu napadly při vjezdu do průlivu Surigao torpédové čluny a jeden z nich poškodil Abukumu. Ta musela snížit rychlost na 10 uzlů a nestačila skupině. Když Šima proplouval kolem vraku Fusó pochopil, že Nišimurova skupina je zničena. Zaútočil proto neúspěšně torpédy a obrátil lodě k ústupu do Coronské zátoky na ostrově Busuanga. Při ústupu se srazily křižníky Nači a Mogami.
Ve 4.30 vyrazil Oldendorf se svými křižníky aby pronásledoval ustupující Japonce. Podařilo se mu potopit torpédoborec Asagumo a poškodit křižník Mogami. Pak dostal Oldendorf zprávu o útočícím Kuritově Středním svazu a vyrazil mu naproti. Křižník Mogami byl potopen v 8.45 skupinou Avengerů z eskortních letadlových lodí.

## Bitva u mysu Engaño

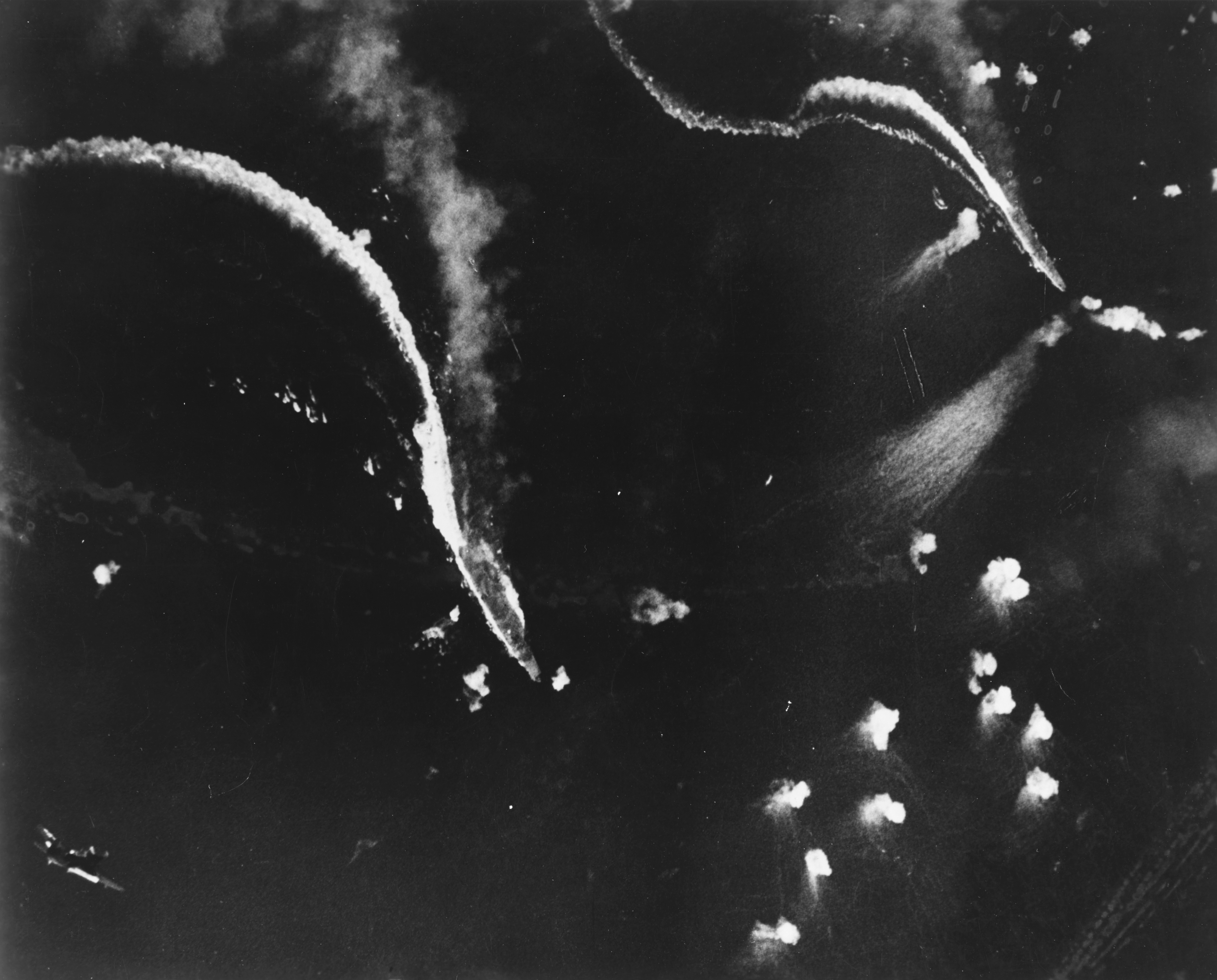
Japonské letadlové lodě Zuikaku a pravděpodobně Zuihó během útoku střemhlavých bombardérů v bitvě u mysu Engaño

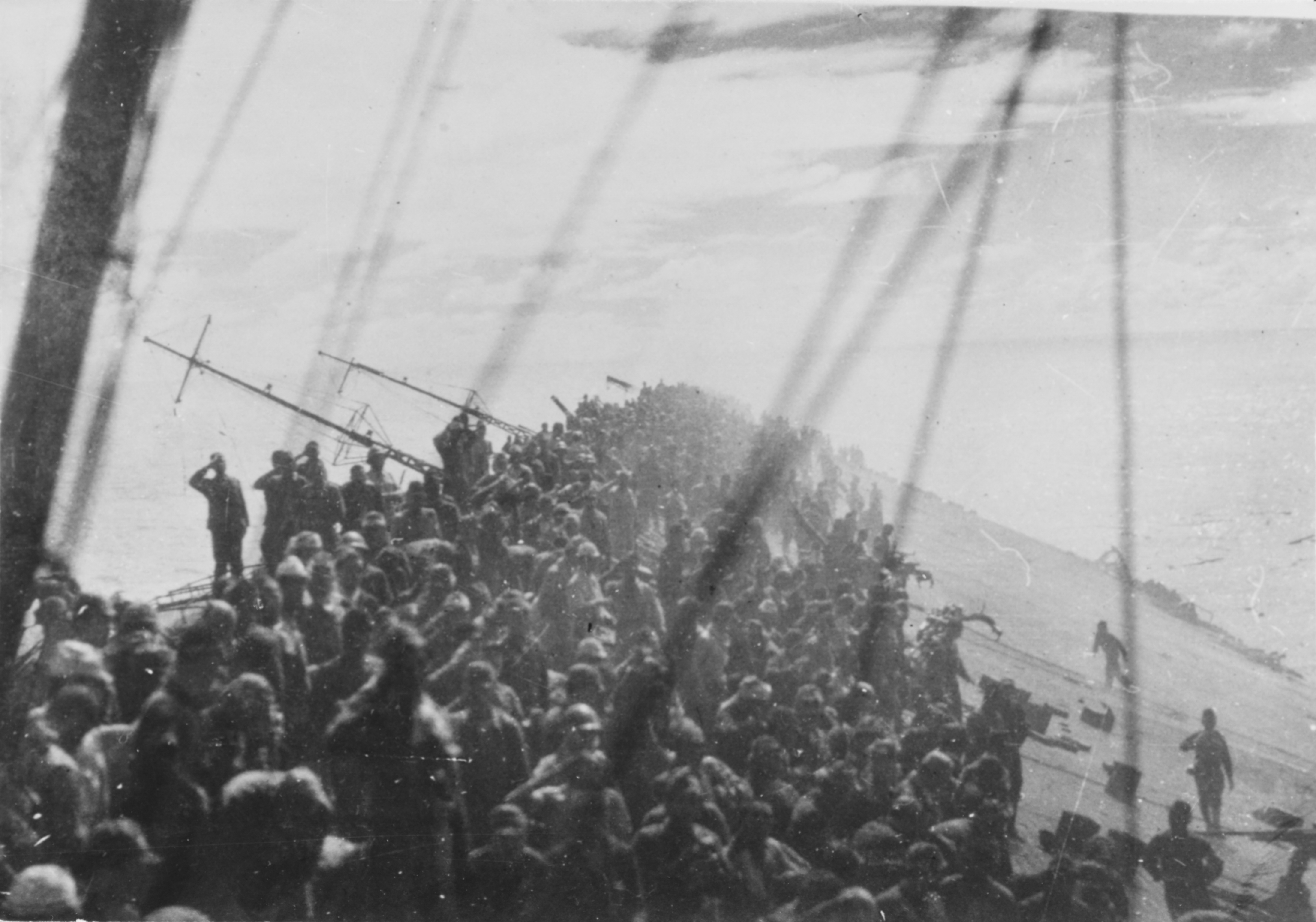
Posádka japonské letadlové lodě Zuikaku vzdává čest vlajce japonského námořnictva, která byla stahována na potápějící se lodi

Ozawův Severní svaz byl složen z letadlových lodí Čitose, Čijoda, Zuihó a veterána od Pearl Harboru Zuikaku, které nesly pouhých 108 letadel. Bitevních lodí z 1. světové války Hjúga a Ise, které měly odmontovány zadní dělové věže a místo nich byl namontován hangár a katapult. V této bitvě však žádné letouny nenesly. Dále ke svazu patřily lehké křižníky Ójodo, Tama, Isuzu a 9 torpédoborců.
Ozawův Severní svaz byl spatřen až v 16:40 24. října, protože letadlové lodě 3. loďstva byly zaneprázdněny útoky na Kuritův Střední svaz. Po jejich skončení zaslechl Ozawa americkou komunikaci, ve které Američané prohlásili Kuritův Střední svaz za zničený a na ústupu. Ozawa, který neměl jiné informace, shledal, že oběť letadlových lodí je v tuto chvíli zbytečná a obrátil o 180 stupňů na sever. Až v 20.00 došla depeše od Tojody s příkazem pokračovat podle plánu.
Halsey, který se domníval že Kuritův svaz ustupuje poslal celé 3. loďstvo pronásledovat Ozawův Severní svaz a nechal průliv San Bernardino bez ochrany. Třetí loďstvo bylo nepoměrně silnější než japonský Severní svaz. Halsey měl k dispozici 9 letadlových lodí (Intrepid, Hornet, Franklin, Lexington, Bunker Hill, Wasp, Hancock, Enterprise a Essex), 7 lehkých letadlových lodí (Independence, Belleau Wood, Cowpens, Monterey, Langley, Cabot a San Jacinto), 6 bitevních lodí (Alabama, Iowa, Massachusetts, New Jersey, South Dakota a Washington), 17 křižníků a 63 torpédoborců. K dispozici bylo více než 1000 letadel.
25. října ráno vyslal Ozawa útočnou vlnu 75 letounů proti Američanům. Většina letadel byla sestřelena stíhací ochranou a zbytek přistál na severoluzonských letištích. To bylo všechno, na co se letadlové lodě, bývalá chlouba námořnictva, zmohly.
Krátce po 8.00 přiletěla nad Severní svaz první vlna 180 amerických letadel. Poté, co se vypořádaly s posledními 15 japonskými stíhačkami, zaútočily na japonské lodě. Letadlová loď Čitose a torpédoborec Akuzuki byly potopeny a Zuikaku a Zuihó byly poškozeny. Admirál Ozawa přestoupil na křižník Ójodo. Druhou vlnu tvořilo 36 letadel a poškodila letadlovou loď Čijoda. Třetí vlna asi 200 letadel přiletěla ve 13:10. Podařilo se jí potopit Zuikaku a poškodit Zuihó. Čtvrtá vlna, která přiletěla ve 14.45 potopila Zuihó. Pátá a šestá vlna žádného velkého úspěchu nedosáhla. Americké letectvo v průběhu bitvy u mysu Engaño provedlo 527 vzletů z toho bylo 326 bombardérů.
Za ustupujícími Japonci poslal Halsey skupinu lodí pod velením admirála Du Boiseho, která potopila poškozenou letadlovou loď Čijoda a torpédoborec Hacuzuki.

## Bitva u ostrova Samar

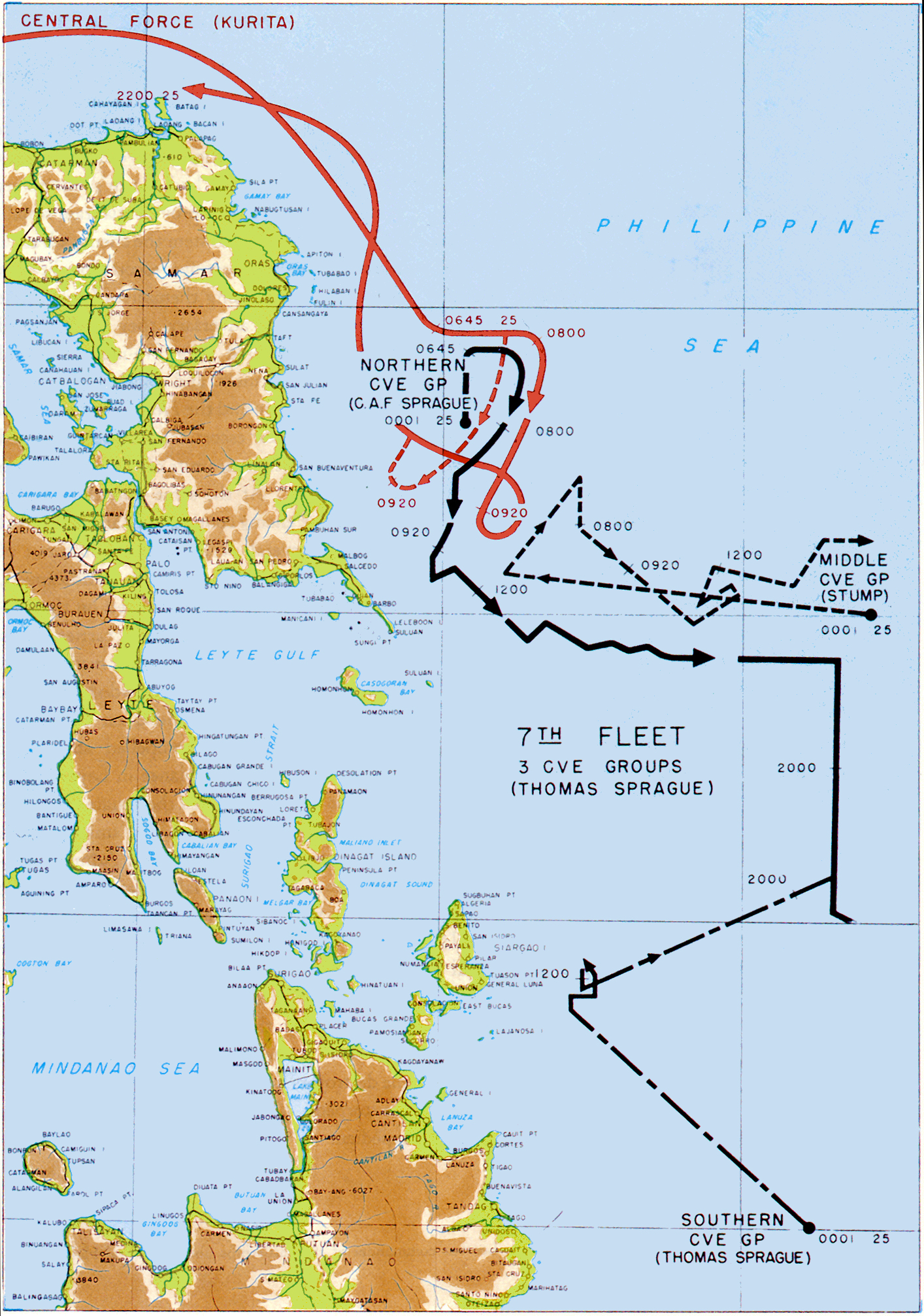
Bitva u Samaru

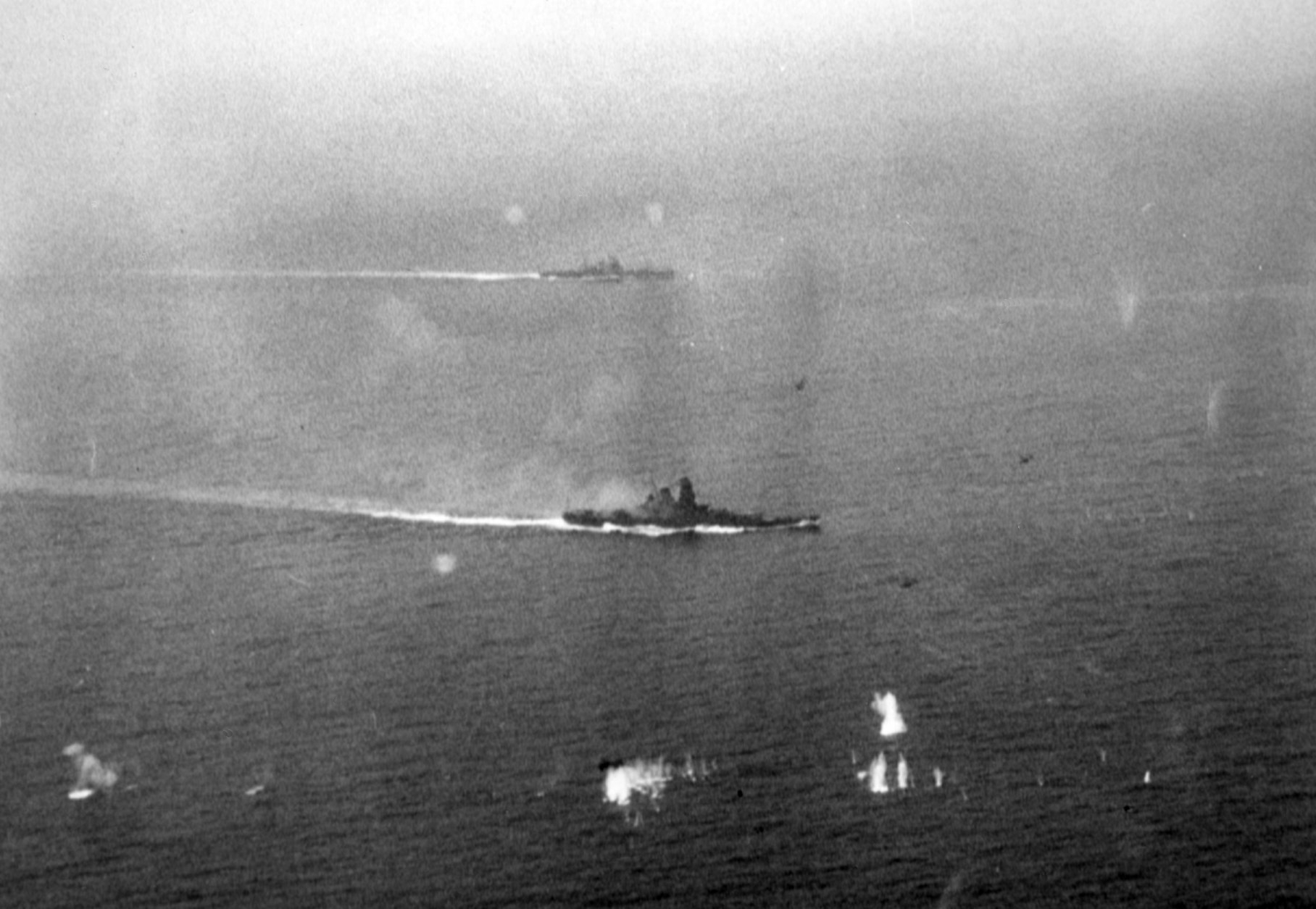
Japonská bitevní loď Jamato a těžký křižník během akcí u Samaru

Zbytky Kuritova Středního svazu opustily průliv San Bernardino v 3.00 25. října a dále plul na jih podél ostrova Samar. Střední svaz se v tuto chvíli skládal z bitevních lodí Jamato, Nagato, Kongó, Haruna, těžkých křižníků Čókai, Haguro, Kumano, Suzuja, Tone, Čikuma, lehkých křižníků Noširo, Jahagi a 11 torpédoborců.
Zastavit Kuritův svaz měly 3 skupiny 7. loďstva pod velením Kinkaida, obvykle každá se 6 eskortními letadlovými loďmi a 7 torpédoborci. Operační jednotka 77.4.1 („Taffy 1“) skládající se z eskortních letadlových lodí Sangamon, Suwannee, Santee a Petrof Bay. Operační jednotka 77.4.2 („Taffy 2“) skládající se z eskortních letadlových lodí Natoma Bay, Manila Bay, Marcus Island, Kadashan Bay, Savo Island a Ommaney Bay. Operační jednotka 77.4.3 („Taffy 3“) skládající se z eskortních letadlových lodí Fanshaw Bay, St Lo, White Plains, Kalinin Bay, Kitkun Bay a Gambier Bay. Každá eskortní letadlová loď měla asi 30 letadel což dává dohromady více než 500 letadel.
V 6.58 zahájily Kuritovy lodě ostřelování Taffy 3. Velitel Taffy 3 kontradmirál Clifton A. F. Sprague vyslal torpédoborce do sebevražedného protiútoku a s eskortními letadlovými loděmi se pokusil zmizet za kouřovou clonou a v dešťové přeháňce. Torpédoborce Hoel a Johnston a eskortní torpédoborec Samuel B. Roberts byly potopeny a další 4 poškozeny, ale získaly čas, aby letadla ze všech tří skupin mohla odstartovat. Jedinou Kuritou potopenou eskortní letadlovou lodí byl Gambier Bay.
Americkými leteckými útoky byly potopeny křižníky Čókai, Suzuja, Čikuma a lehce poškozeny bitevní lodě Nagato, Haruna a Kongó. V 9.20 Kurita obrátil směrem na sever a ustoupil směrem k průlivu San Bernardino. Po jeho odplutí se na scéně objevily kamikaze. První skupina 6 útočníků zaútočila na Taffy 1 a jednou zasáhla eskortní letadlovou loď Santee a jednou Suwannee. Druhá skupina sebevražedných letounů zasáhla eskortní letadlovou loď St Lo, která se později potopila. Třetí skupina 15 sebevražedných letounů napadla Taffy 3 a jednou zasáhla eskortní letadlovou loď Kalinin Bay. Byly to první organizované útoky kamikaze.

## Závěr
Neúspěch operace Šó-1 měl dalekosáhlé důsledky nejenom pro operace na Filipínách, ale i pro konečný výsledek války. Japonské námořnictvo utrpělo takové ztráty, ze kterých se už do konce války nevzpamatovalo, a americké námořnictvo získalo nadvládu nad Pacifikem. Navíc v bitvě padlo 5 japonských admirálů. Bitva u Leyte byla jednou z největších námořních bitev v historii. Na obou stranách do ní bylo celkem nasazeno 545 válečných lodí, na kterých bylo více než čtvrt milionu námořníků.